# Bad Herrenalb
Bad Herrenalb – miasto uzdrowiskowe w Niemczech, w kraju związkowym Badenia-Wirtembergia, w rejencji Karlsruhe, w regionie Nordschwarzwald, w powiecie Calw, siedziba wspólnoty administracyjnej Bad Herrenalb. Leży nad Alb, ok. 25 km na północny zachód od Calw.

## Współpraca
Miejscowość partnerska:
- Dobel, Badenia-Wirtembergia